# Episodi di Alice Nevers - Professione giudice (quinta stagione)
La quinta stagione della serie televisiva Alice Nevers - Professione giudice è composta da cinque episodi di circa 90 minuti, trasmessi per la prima volta da TF1 dal 23 agosto 2006 al 21 gennaio 2007.
In Italia il terzo episodio è stato trasmesso su Rai 3 il 26 agosto 2010.
| nº | Titolo originale          | Titolo italiano      | Prima TV Francia  | Prima TV Italia |
| -- | ------------------------- | -------------------- | ----------------- | --------------- |
| 1  | Des goûts et des couleurs | Essenze misteriose   | 23 agosto 2006    |                 |
| 2  | À cœur perdu              | Donna di cuori       | 18 settembre 2006 |                 |
| 3  | Mince à mourir            | Magra da morire      | 13 novembre 2006  | 26 agosto 2010  |
| 4  | Cas de conscience         | Il prezzo del dovere | 13 dicembre 2006  |                 |
| 5  | Mauvaise rencontre        | Un brutto incontro   | 21 gennaio 2007   |                 |

## Essenze misteriose
- Titolo originale: Des goûts et des couleurs
- Diretto da: Joyce Bunuel
- Scritto da: Jean-Marc Dobel

### Trama
Il direttore commerciale di un'azienda specializzata nella ricerca sui sapori viene trovato morto nella foresta di Rambouillet, ucciso con un tronco. Alice e Romance scoprono che la vittima non era gradito in compagnia e aveva avuto una lite con una collega biologa, poco prima dell'omicidio.

## Donna di cuori
- Titolo originale: À cœur perdu
- Diretto da: Éric Summer
- Scritto da: Kristel Mudry e Sébastien Vitoux

### Trama
Alice e Romance sono sulle tracce di un serial killer che lascia sui corpi delle sue vittime che erano donne sulla trentina, una signora di cuori con misteriosi messaggi sulla schiena, Per aiutarli nelle loro indagini, Alice assume una profiler Eva Camus.

## Magra da morire
- Titolo originale: Mince à mourir
- Diretto da: Joyce Buñuel
- Scritto da: Sophie Baren e Marc Le Bihan

### Trama
Una hostess viene trovata morta nel suo appartamento, ma non vedendo effrazioni e furti, Alice e Romance pensano ad una discussione finita male. Apprendono che il giorno prima la vittima aveva litigato con il suo direttore delle risorse umane, e che aveva avviato un procedimento presso i Prud'hommes.

## Il prezzo del dovere
- Titolo originale: Cas de conscience
- Diretto da: Éric Summer
- Scritto da: Phillipe Donzelot, Jean-Jacques Kahn e Laurent Vachaud

### Trama
Un ispettore del lavoro viene trovato morto nella sua macchina, ma aveva appena litigato con un titolare di un bowling che impiega giovani donne ceche in una situazione irregolare. L'unico indizio nell'auto è un pelo di cane, che permette al superiore della vittima, di indicare agli inquirenti le tracce della società di importazione asiatica.

## Un brutto incontro
- Titolo originale: Mauvaise Rencontre
- Diretto da: Joyce Buñuel
- Scritto da: Laurent Vachaud e Mathias Gavarry

### Trama
Alice e Romance indagano sull'omicidio di una giovane donna, che era stata registrata su un sito di incontri, e la vittima potrebbe aver incontrato con il suo assassino durante una serata di speed-dating organizzata dal sito. Per la sua migliore amica, anch'essa registrata sul sito ai fini di un articolo, un ricattatore era molto interessato alla vittima.